# Hellas Planitia
L'Hellas Planitia, o Bacino Hellas, è il secondo maggiore cratere d'impatto di Marte. Fino al 25 giugno 2008 era ritenuto il più grande cratere meteoritico di Marte: il nuovo primato spetta al Bacino Boreale.

## La scoperta
Il bacino Hellas Planitia è particolarmente visibile dalla Terra come una regione di colore uniforme a causa dell'elevata albedo prodotta dal sollevamento costante di polveri causato dai venti della regione. È stata una delle prime formazioni individuate sulla superficie del pianeta rosso, chiamata nel 1867 "Terra di Lockyer" dall'astronomo inglese Richard Anthony Proctor, in onore di Norman Lockyer, un astronomo inglese che (secondo E. M. Antoniadi) produsse la "prima vera rappresentazione del pianeta". In seguito alle osservazioni astronomiche compiute durante l'opposizione del 1877, Giovanni Schiaparelli individuò il bacino e lo battezzò "Terra della Grecia", da cui il nome attuale "Hellas" dal  greco antico Ἑλλάς.

## Descrizione

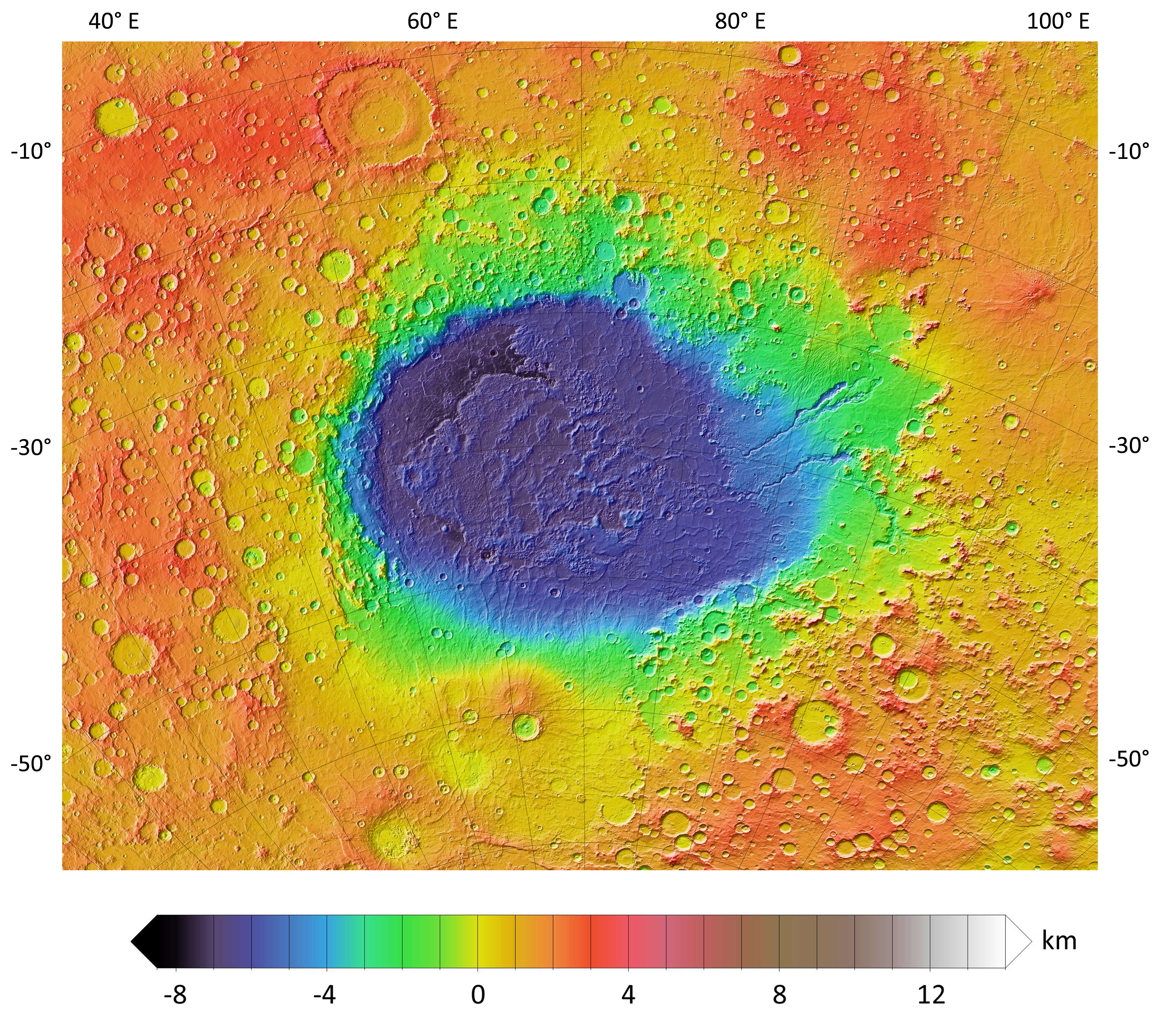
Mappa topografica del Bacino

Il bacino è profondo circa 7,152 km, più profondo del Bacino polare lunare di oltre 3 km, e si estende per circa 2300 km da Est a Ovest. Situato nell'emisfero australe, presenta una superficie di notevoli dimensioni che fecero inizialmente pensare ad una pianura depressa, da cui deriva la classificazione "Planitia", o un bacino simile ai mari lunari. Si tratta invece di un cratere risalente al periodo dell'intenso bombardamento tardivo, tra 4,1 e 3,8 miliardi di anni fa e quindi alle fasi iniziali dell'esistenza di Marte. Lo scorrere del tempo ha degradato l'intera struttura segnata da numerosi crateri minori, riempita da colate laviche e modellata dagli agenti atmosferici. Tuttavia è ancora visibile il bordo settentrionale della catena montuosa formatasi con l'impatto, mentre mancano intere zone dei bordi nordorientale e sudoccidentale.

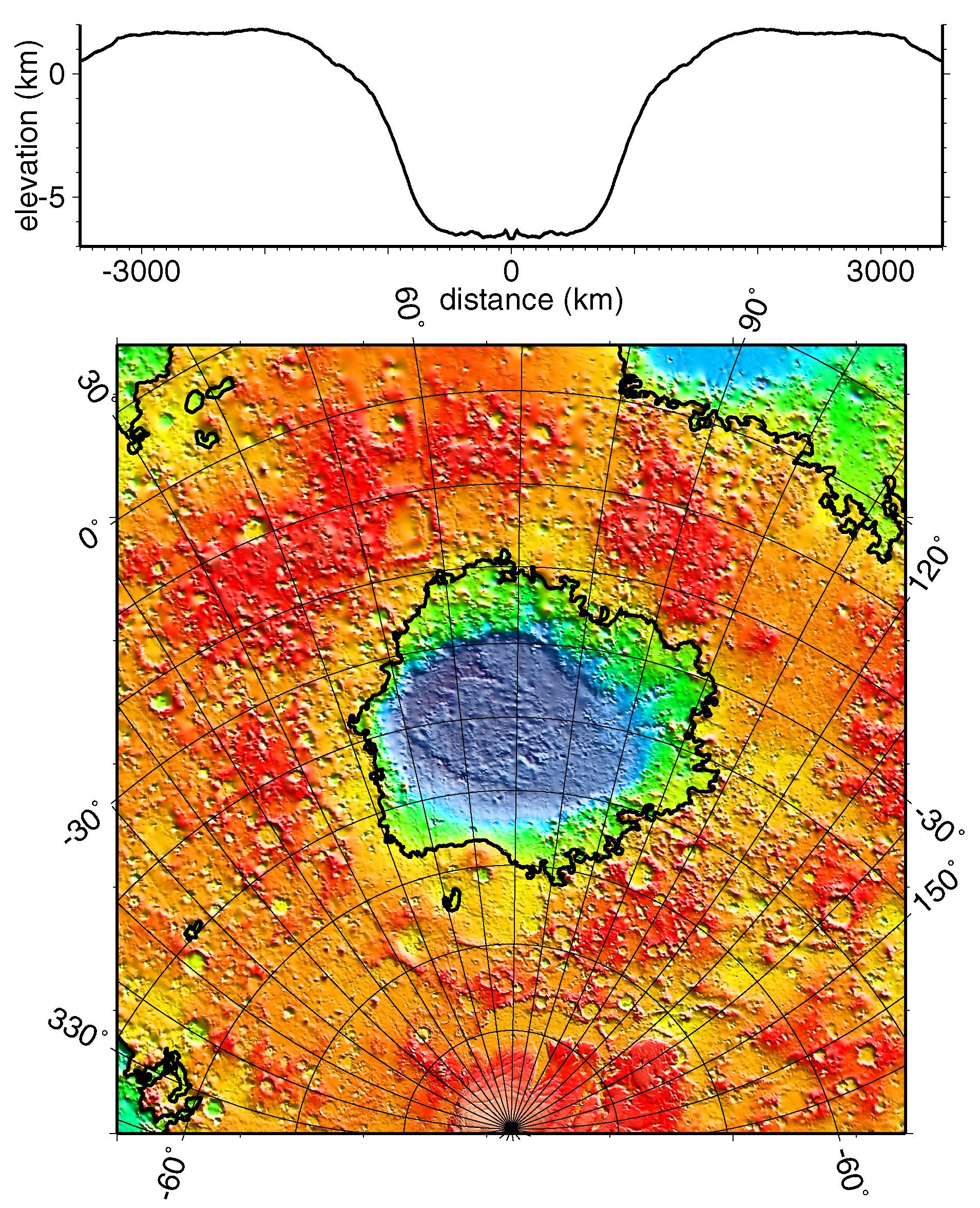
Mappa topografica che mostra l'elevazione dell'anello di materiale espulso circostante.

## Presenza di ghiaccio
La differenza di altezza tra la cima dei rilievi e il fondo del bacino è di circa 9.000 m. La grande profondità del bacino (7.152 m) spiega la differenza di pressione che si viene a creare nel bacino: sul fondo c'è una pressione di 1155 Pa (0,01 atm), un valore più alto dell'89% rispetto alla pressione del sistema geodetico di riferimento di Marte (610 Pa). Una tale pressione si trova al di sopra del punto triplo dell'acqua: in determinate condizioni di temperatura, pressione e salinità potrebbe esserci dell'acqua allo stato liquido.
Lo strumento SHARAD (Shallow Radar Sounder) del Mars Reconnaissance Orbiter ha identificato nel 2008 tre crateri nella regione orientale del bacino che mostrano l'eco radar caratteristico del ghiaccio, corrispondenti ai depositi sotterranei di 250, 300 e 450 m.. Si pensa che questo ghiaccio si sia accumulato lì a causa dell'altezza dei rilievi e che rimanga protetto dalla sublimazione dallo strato di detriti rocciosi e polveri in cui è sepolto.
I dati raccolti dalla sonda spaziale europea Mars Express indicano che l'acqua sia colata nella regione del cratere Terby, al bordo settentrionale del bacino, in cui si rileva la presenza di spessi strati di sedimenti lacustri attraversati da gole, ben visibili per effetto di un impatto secondario successivo..

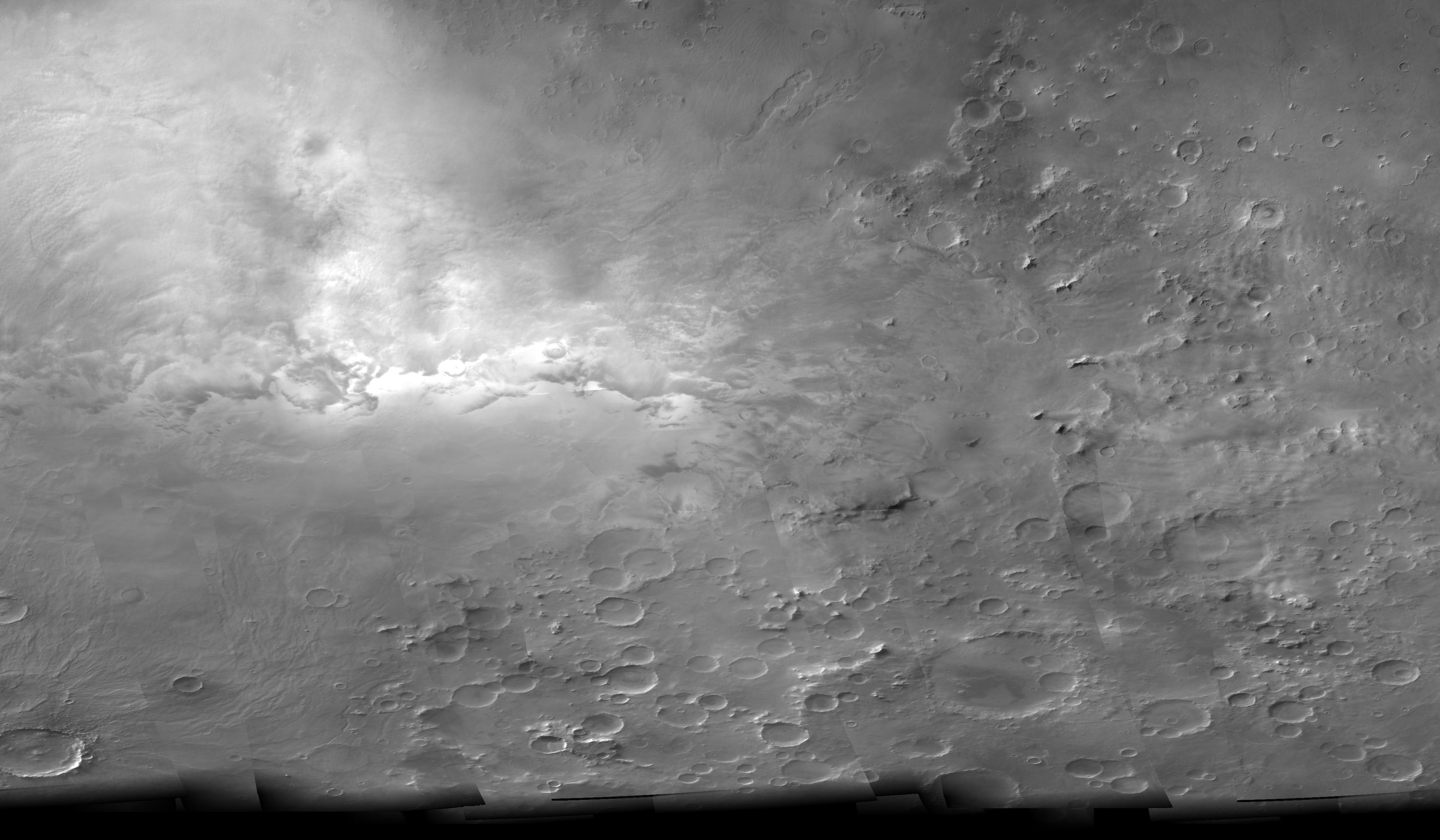
L'Hellas Planitia con numerosi crateri minori.